# Katastrofa lotu Air Algerie 5017
Katastrofa lotu Air Algerie 5017 – katastrofa samolotu z 24 lipca 2014 roku, która wydarzyła się w Mali. W jej wyniku zginęło 116 osób (110 pasażerów oraz 6 członków załogi) – wszyscy na pokładzie.

## Samolot
Wypadkowi uległ McDonnell Douglas MD-83 – maszyna, która swój pierwszy lot wykonała w 1996 roku. Wyczarterowano ją od hiszpańskich linii lotniczych Swiftair.

## Przebieg lotu
Samolot wystartował z lotniska Wagadugu o godzinie 1:15 czasu lokalnego i miał lecieć do Algieru. Na pokładzie maszyny znajdowało się 116 osób – 110 pasażerów oraz 6 członków załogi. O godzinie 1:47 czasu lokalnego samolot znikł z radarów, a zniknięcie podano do publicznej wiadomości wtedy, kiedy MD-83 nie zjawił się na docelowym miejscu o godzinie 5:10 czasu lokalnego. Śledczy, którzy badają katastrofę, ustalili, że radary straciły kontakt z maszyną z powodu złych warunków atmosferycznych. Samolot rozbił się w miejscowości Gossi w pobliżu Gao. Po odnalezieniu wraku stwierdzono śmierć wszystkich osób na pokładzie maszyny.

## Po katastrofie
Podjęto decyzję o poszukiwaniu ciał ofiar wypadku, ale akcję poszukiwawczą poważnie utrudniała zbyt wysoka temperatura powietrza, która panowała w obszarze katastrofy. Szef dyplomacji Laurent Fabius z kolei zatrudnił koordynatora, który będzie wspomagał rodziny ofiar, pośrednicząc w kontaktach z między innymi wymiarem sprawiedliwości i spółkami ubezpieczeniowymi. Prezydent Francji Francois Hollande zapowiedział, że do Francji mają zostać sprowadzone wszystkie ciała ofiar wypadku samolotu.

## Śledztwo
Po oględzinach wraku stwierdzono, że maszyna nie rozbiła się w wyniku zestrzelenia bądź zamachu bombowego na pokładzie. 25 lipca została zlokalizowana jedna z czarnych skrzynek, po czym wydobyto ją z wraku maszyny. W poniedziałek, 28 lipca 2014 roku, Paryż otrzymał sprowadzone z Mali 2 czarne skrzynki, które zawierają zarejestrowane parametry lotu oraz rozmowy, które prowadzono w kokpicie samolotu.
Według wstępnego raportu francuskiej komisji ds. katastrof lotniczych prawdopodobną przyczyną katastrofy była awaria czujników, do której doszło wskutek zaniedbań załogi, która nie włączyła systemu przeciwoblodzeniowego.

## Narodowości ofiar katastrofy
| Państwo         | Pasażerowie | Załoga | Łącznie |
| --------------- | ----------- | ------ | ------- |
| Francja         | 52          | –      | 52      |
| Burkina Faso    | 28          | –      | 28      |
| Algieria        | 6           | –      | 6       |
| Hiszpania       | –           | 6      | 6       |
| Liban           | 6           | –      | 6       |
| Kanada          | 5           | –      | 5       |
| Niemcy          | 4           | –      | 4       |
| Luksemburg      | 2           | –      | 2       |
| Belgia          | 1           | –      | 1       |
| Egipt           | 1           | –      | 1       |
| Kamerun         | 1           | –      | 1       |
| Mali            | 1           | –      | 1       |
| Nigeria         | 1           | –      | 1       |
| Szwajcaria      | 1           | –      | 1       |
| Wielka Brytania | 1           | –      | 1       |
| Razem           | 110         | 6      | 116     |

- Źródło:[6].